# Н (цифровая платформа)
Н — цифровая платформа — (Официальное название — телевидение новой генерации Н (пол. n - telewizja nowej generacji)).
Польская спутниковая радио-телевизионная платформа, основанная 12 октября 2006 года. Платформа передавала сигнал в стандарте DVB-S2 в компрессии MPEG-4 со спутников HotBird находящихся в позиции 13°E, используя систему условного доступа Conax. На 31 декабря 2011 года у компании насчитывалось 929 000 абонентов.
21 марта 2013 года платформа объединилась с Cyfra+, образовав nc+.